# جيف تومسون (لاعب كريكت)
جيف تومسون (21 أبريل 1959 - ) (بالإنجليزية: Geoff Thomson)‏ هو لاعب كريكت أسترالي.

## وصلات خارجية
- جيف تومسون على موقع إي آس بي آن كريك إنفو (الإنجليزية)